# Миноносцы типа G-88
Миноносцы типа G-88 — тип миноносцев, состоявший на вооружении Военно-морского флота Германии на рубеже XIX/XX веков. Всего было построено два миноносца этого типа (по программе 1897 года). 4 сентября 1914 года оба миноносца были переоборудованы в тральщики, одновременно произошло их переименование в Т-88 — Т-89.

## Энергетическая установка
На кораблях типа в качестве ГЭУ была установлена четырёхцилиндровая паровая машина (четырёхкратного расширения) мощностью 2468 л. с., состоящая из 2 котлов Торникрофта. Максимальные запасы топлива на миноносцах типа составляли 42 тонны угля.

## Вооружение
Миноносцы вооружались одноствольным 50-мм орудием. Торпедное вооружение состояло из трёх 450-мм торпедных аппаратов.